# Hypericum hircinum
Hypericum hircinum es una especie de planta perenne con flores de la familia del hipérico, Hypericaceae. Se conoce en inglés como goat St John's wort (hipérico de cabra) y stinking tutsan (tutsán hediondo), nombres que aluden a su olor característico. Es un arbusto frondoso que puede alcanzar 1,5 metros de altura, con múltiples tallos y flores amarillo dorado con estambres prominentes. La planta ha sido bien documentada en la literatura botánica, con menciones que datan al menos de 1627. Carl Linnaeus describió H. hircinum varias veces, incluida su obra de 1753 Species Plantarum, donde estableció su binomial. En algún momento se clasificó en el género obsoleto Androsaemum, pero Norman Robson la reintegró a Hypericum en 1985.
Hypericum hircinum tiene una distribución continua en el Mediterráneo y partes de Oriente Medio. También se ha cultivado en Europa, naturalizándose en varios lugares tras escapar del cultivo. Es muy variable en apariencia, pero su falta de separación geográfica ha llevado a establecer cinco subespecies para reflejar su diversidad. Se ha hibridado con la especie cercana H. androsaemum, dando lugar al fértil notoespecie H. × inodorum, que carece del olor del H. hircinum.
Aunque Hypericum hircinum no tiene las altas concentraciones de algunos fitoquímicos presentes en otros miembros de su género, posee un perfil químico activo y útil. Los extractos de la planta alcanzan sus niveles más altos de compuestos durante el período de fructificación en las estructuras florales. Se han usado en medicina tradicional para tratar enfermedades respiratorias por ingestión y se aplican tópicamente para quemaduras y dolencias musculares. Estudios modernos han demostrado su eficacia como antioxidante, anticolagenasa (para cuidado cosmético) y agente antimicrobiano.

## Descripción
Hypericum hircinum es un arbusto perenne que suele medir entre 0,6 y 0,9 metros de altura, aunque puede llegar a 1,5 metros. Tiene una forma frondosa con múltiples tallos.

### Estructuras vegetativas
La base de la planta no muestra raíces expuestas, pero se ramifica directamente desde el suelo. Los tallos varían en disposición: pueden crecer rectos hacia arriba, extenderse hacia afuera o inclinarse hacia el suelo. Son planos cuando la planta es joven, pero se vuelven más cilíndricos al madurar. Su corteza tiene surcos largos y es de color gris-marrón. La distancia entre cada hoja es de 0,2 a 0,9 centímetros.
Las hojas se conectan directamente al tallo sin pecíolo y a veces lo envuelven. Sus láminas tienen una forma triangular ancha, parecida a una lanza, con una punta redondeada. Son más pálidas en la parte inferior y tienen una textura coriácea o papirácea. Presentan varios pares de venas laterales principales, y las numerosas venas terciarias menores son visibles desde ambos lados. Hay pequeñas glándulas en la hoja, más densas cerca de los bordes de la lámina.

### Estructuras florales

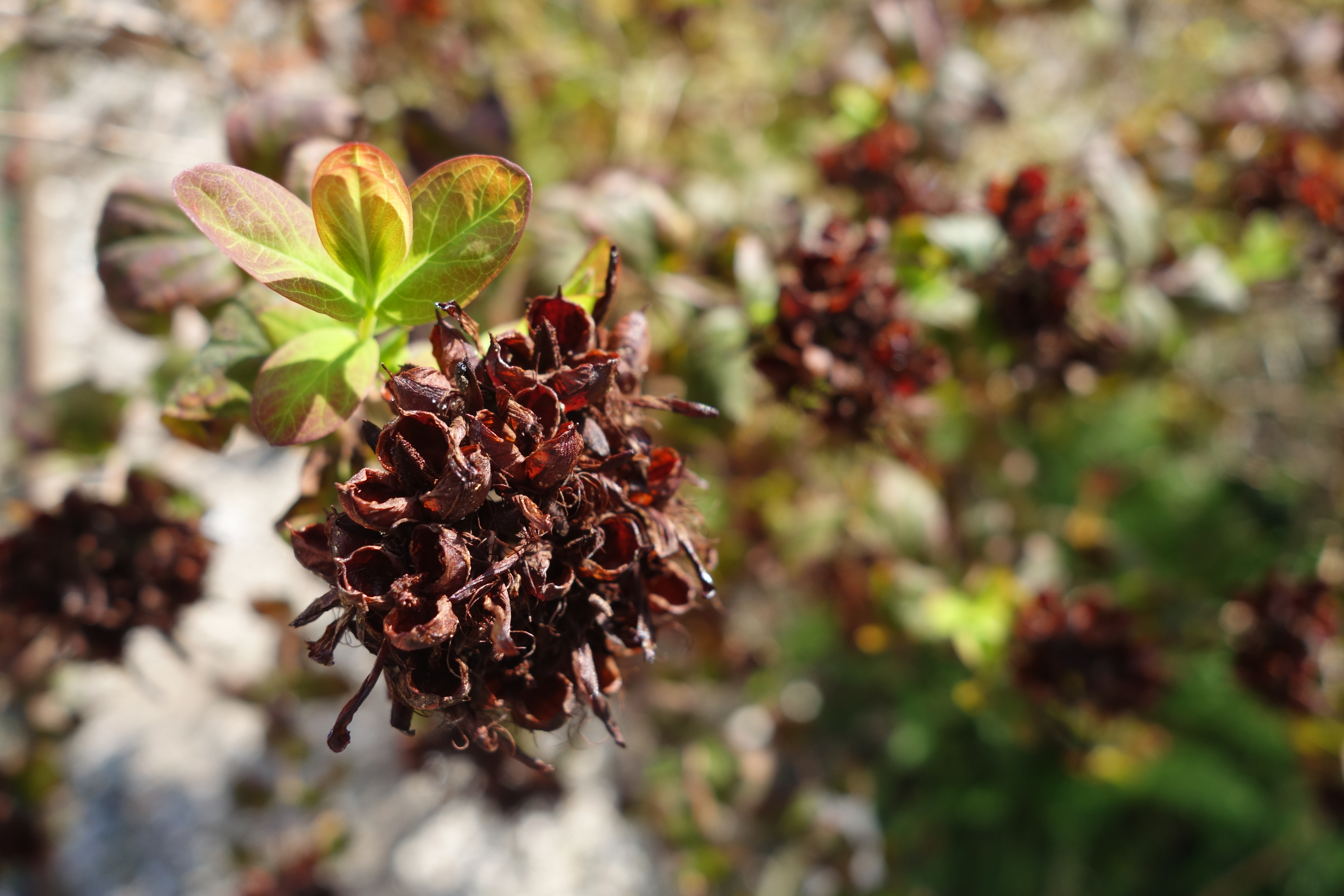
Hypericum hircinum en fructificación

Suelen haber unos tres racimos de flores por planta, cada uno con aproximadamente veinte flores. La estructura del racimo floral es una pirámide ancha. Las flores miden de 2 a 4 cm de diámetro y son más o menos esféricas cuando están en capullo. Los sépalos varían en tamaño y tienen forma de lanza. Crecen durante el período de floración, pero caen antes de que el fruto madure. Tienen glándulas tanto en la superficie como más densamente en los bordes.
Los pétalos son amarillo dorado sin tintes rojizos, miden de 1,1 a 2,1 cm de largo por 0,4 a 0,9 cm de ancho, y son unas 3 o 4 veces más grandes que los sépalos. Los estambres están agrupados en fascículos de unos veinte, los más largos de 1,2 a 2,2 cm, notablemente más largos que los pétalos. El ovario es elipsoidal, con estilos erectos de 3 a 5 veces su longitud. La cápsula de semillas pasa de verde a marrón opaco al madurar, y las semillas son de color naranja a marrón rojizo.

## Química
Mientras que muchas especies de Hypericum contienen altas concentraciones de hipericina y pseudohipericina, Hypericum hircinum puede tener solo trazas de estas, únicamente en sus flores. Sin embargo, contiene altas concentraciones de otros compuestos poco comunes en especies relacionadas, especialmente amentoflavona. Otros compuestos aislados incluyen ácidos clorogénico, cafeico y ácido neoclorogénico, pequeñas cantidades de hiperforina y adhiperforina, y ácido dihidroxibenzoico. El olor característico a cabra se debe a la presencia de ácido caproico en sus hojas.
La concentración y composición de los aceites esenciales varía según la parte de la planta. Por ejemplo, los principales hidrocarburos en hojas y flores son sesquiterpenos, mientras que en las flores predominan los monoterpenos. Algunos compuestos dominantes del aceite incluyen guaieno, selineno, limoneno y pineno. Los componentes más activos y útiles alcanzan sus mayores concentraciones al recolectarse durante la fructificación.

## Taxonomía

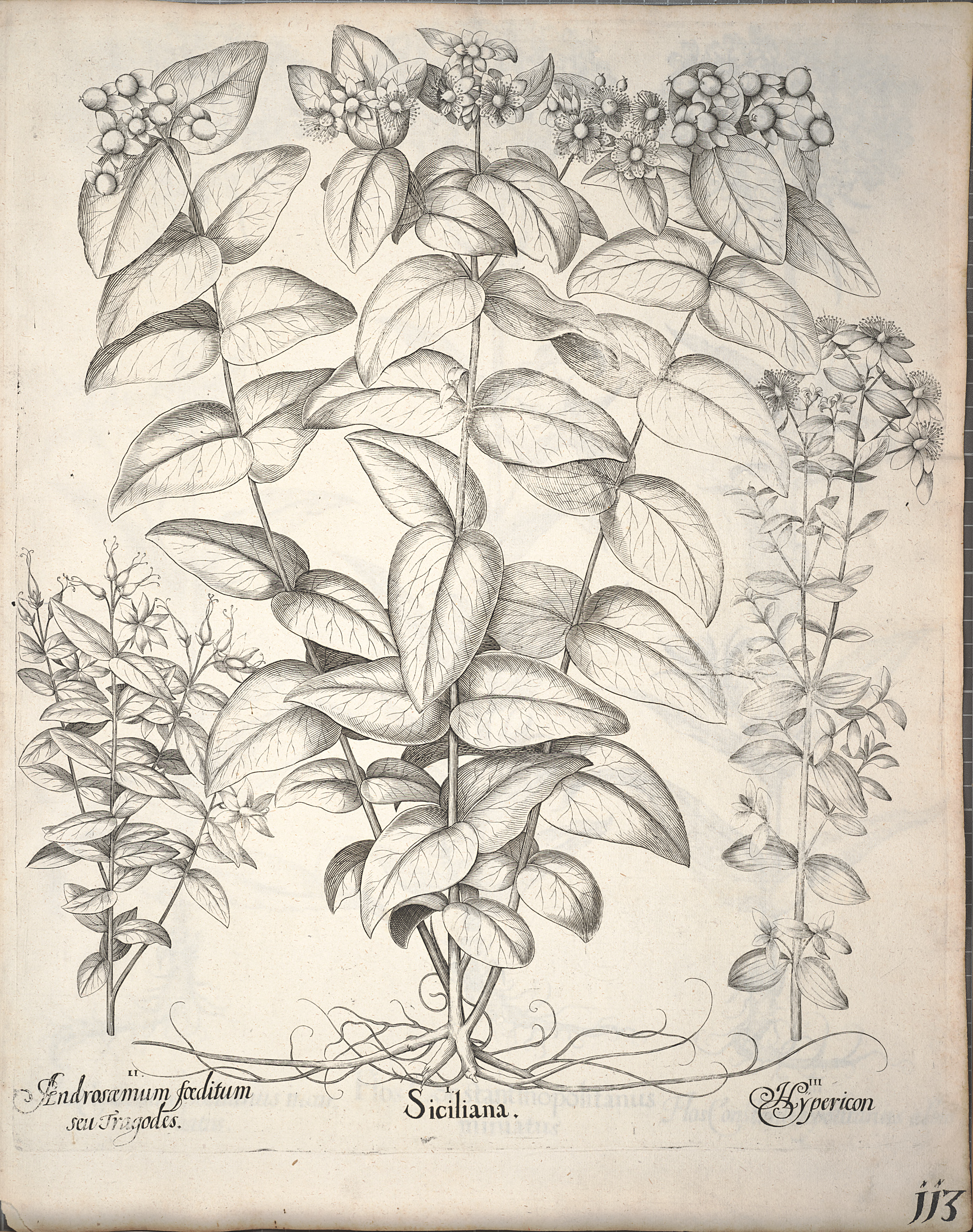
La especie en Hortus Eystettensis. Las inscripciones dicen (de izquierda a derecha): Androsaemum foeditum seu Tragôdes, Siciliana, Hÿpericon.

La planta conocida hoy como Hypericum hircinum fue estudiada y documentada antes del establecimiento del sistema moderno de nomenclatura botánica. Por ejemplo, pudo haber sido mencionada como «Ascyroides» en 1627 en De plantis exoticis de Prospero Alpini. También apareció en el volumen de 1640 de Hortus Eystettensis, un libro de ilustración botánica. En el códice, se indicó que provenía de Sicilia, pertenecía al grupo Hÿpericon (versión temprana de Hypericum) y se llamaba «Androsaemum foeditum» o «Tragôdes». En Hortus Cliffortianus de Carl Linnaeus, el nombre «Ascyroides» se sinonimizó con otros, y Linnaeus dio esta descripción polinomial:
Hypericum floribus trigynis, staminibus petalo longioribus caule fruticoso.

Hipérico con flores triginas en un tallo arbustivo y pétalos más largos que los estambres.
En su obra posterior Species Plantarum, que estableció la nomenclatura binomial moderna, Linnaeus describió la especie con el nombre aceptado Hypericum hircinum. Refinó su descripción breve y mencionó nombres previos como variantes de Androseamum foetidum, Hypericum foetidum y Tragium. Tras el tratamiento de Linnaeus, solo una vez surgió un sinónimo: en 1836, Édouard Spach creó el género Androsaemum a partir de varias especies de Hypericum, reteniendo el epíteto hircinum como Androsaemum hircinum.
|  | \| \| H. hircinum \| \| \| \| \| \| H. foliosum \| \| \| \| |
|  |                                                             |
|  | H. grandifolium                                             |
|  |                                                             |
|  | H. hircinum                                                 |
|  |                                                             |
|  | H. foliosum                                                 |
|  |                                                             |

|  | H. hircinum |
|  |             |
|  | H. foliosum |
|  |             |

|  | \| \| H. hircinum \| \| \| \| \| \| H. foliosum \| \| \| \| |
|  |                                                             |
|  | H. grandifolium                                             |
|  |                                                             |
|  | H. hircinum                                                 |
|  |                                                             |
|  | H. foliosum                                                 |
|  |                                                             |

|  | H. hircinum |
|  |             |
|  | H. foliosum |
|  |             |

|  | \| \| H. hircinum \| \| \| \| \| \| H. foliosum \| \| \| \| |
|  |                                                             |
|  | H. grandifolium                                             |
|  |                                                             |
|  | H. hircinum                                                 |
|  |                                                             |
|  | H. foliosum                                                 |
|  |                                                             |

|  | H. hircinum |
|  |             |
|  | H. foliosum |
|  |             |

|  | \| \| H. hircinum \| \| \| \| \| \| H. foliosum \| \| \| \| |
|  |                                                             |
|  | H. grandifolium                                             |
|  |                                                             |
|  | H. hircinum                                                 |
|  |                                                             |
|  | H. foliosum                                                 |
|  |                                                             |

|  | H. hircinum |
|  |             |
|  | H. foliosum |
|  |             |

|  | \| \| H. hircinum \| \| \| \| \| \| H. foliosum \| \| \| \| |
|  |                                                             |
|  | H. grandifolium                                             |
|  |                                                             |
|  | H. hircinum                                                 |
|  |                                                             |
|  | H. foliosum                                                 |
|  |                                                             |

|  | H. hircinum |
|  |             |
|  | H. foliosum |
|  |             |

|  | \| \| H. hircinum \| \| \| \| \| \| H. foliosum \| \| \| \| |
|  |                                                             |
|  | H. grandifolium                                             |
|  |                                                             |
|  | H. hircinum                                                 |
|  |                                                             |
|  | H. foliosum                                                 |
|  |                                                             |

|  | H. hircinum |
|  |             |
|  | H. foliosum |
|  |             |

|  | \| \| H. hircinum \| \| \| \| \| \| H. foliosum \| \| \| \| |
|  |                                                             |
|  | H. grandifolium                                             |
|  |                                                             |
|  | H. hircinum                                                 |
|  |                                                             |
|  | H. foliosum                                                 |
|  |                                                             |

|  | H. hircinum |
|  |             |
|  | H. foliosum |
|  |             |

|  | \| \| H. hircinum \| \| \| \| \| \| H. foliosum \| \| \| \| |
|  |                                                             |
|  | H. grandifolium                                             |
|  |                                                             |
|  | H. hircinum                                                 |
|  |                                                             |
|  | H. foliosum                                                 |
|  |                                                             |

|  | H. hircinum |
|  |             |
|  | H. foliosum |
|  |             |

|  | \| \| H. hircinum \| \| \| \| \| \| H. foliosum \| \| \| \| |
|  |                                                             |
|  | H. grandifolium                                             |
|  |                                                             |
|  | H. hircinum                                                 |
|  |                                                             |
|  | H. foliosum                                                 |
|  |                                                             |

|  | H. hircinum |
|  |             |
|  | H. foliosum |
|  |             |

|  | \| \| H. hircinum \| \| \| \| \| \| H. foliosum \| \| \| \| |
|  |                                                             |
|  | H. grandifolium                                             |
|  |                                                             |
|  | H. hircinum                                                 |
|  |                                                             |
|  | H. foliosum                                                 |
|  |                                                             |

|  | H. hircinum |
|  |             |
|  | H. foliosum |
|  |             |

|  | \| \| H. hircinum \| \| \| \| \| \| H. foliosum \| \| \| \| |
|  |                                                             |
|  | H. grandifolium                                             |
|  |                                                             |
|  | H. hircinum                                                 |
|  |                                                             |
|  | H. foliosum                                                 |
|  |                                                             |

|  | H. hircinum |
|  |             |
|  | H. foliosum |
|  |             |

|  | \| \| H. hircinum \| \| \| \| \| \| H. foliosum \| \| \| \| |
|  |                                                             |
|  | H. grandifolium                                             |
|  |                                                             |
|  | H. hircinum                                                 |
|  |                                                             |
|  | H. foliosum                                                 |
|  |                                                             |

|  | H. hircinum |
|  |             |
|  | H. foliosum |
|  |             |

|  | \| \| H. hircinum \| \| \| \| \| \| H. foliosum \| \| \| \| |
|  |                                                             |
|  | H. grandifolium                                             |
|  |                                                             |
|  | H. hircinum                                                 |
|  |                                                             |
|  | H. foliosum                                                 |
|  |                                                             |

|  | H. hircinum |
|  |             |
|  | H. foliosum |
|  |             |

|  | \| \| H. hircinum \| \| \| \| \| \| H. foliosum \| \| \| \| |
|  |                                                             |
|  | H. grandifolium                                             |
|  |                                                             |
|  | H. hircinum                                                 |
|  |                                                             |
|  | H. foliosum                                                 |
|  |                                                             |

|  | H. hircinum |
|  |             |
|  | H. foliosum |
|  |             |

|  | \| \| H. hircinum \| \| \| \| \| \| H. foliosum \| \| \| \| |
|  |                                                             |
|  | H. grandifolium                                             |
|  |                                                             |
|  | H. hircinum                                                 |
|  |                                                             |
|  | H. foliosum                                                 |
|  |                                                             |

|  | H. hircinum |
|  |             |
|  | H. foliosum |
|  |             |

|  | \| \| H. hircinum \| \| \| \| \| \| H. foliosum \| \| \| \| |
|  |                                                             |
|  | H. grandifolium                                             |
|  |                                                             |
|  | H. hircinum                                                 |
|  |                                                             |
|  | H. foliosum                                                 |
|  |                                                             |

|  | H. hircinum |
|  |             |
|  | H. foliosum |
|  |             |

|  | \| \| H. hircinum \| \| \| \| \| \| H. foliosum \| \| \| \| |
|  |                                                             |
|  | H. grandifolium                                             |
|  |                                                             |
|  | H. hircinum                                                 |
|  |                                                             |
|  | H. foliosum                                                 |
|  |                                                             |

|  | H. hircinum |
|  |             |
|  | H. foliosum |
|  |             |

|  | \| \| H. hircinum \| \| \| \| \| \| H. foliosum \| \| \| \| |
|  |                                                             |
|  | H. grandifolium                                             |
|  |                                                             |
|  | H. hircinum                                                 |
|  |                                                             |
|  | H. foliosum                                                 |
|  |                                                             |

|  | H. hircinum |
|  |             |
|  | H. foliosum |
|  |             |

|  | \| \| H. hircinum \| \| \| \| \| \| H. foliosum \| \| \| \| |
|  |                                                             |
|  | H. grandifolium                                             |
|  |                                                             |
|  | H. hircinum                                                 |
|  |                                                             |
|  | H. foliosum                                                 |
|  |                                                             |

|  | H. hircinum |
|  |             |
|  | H. foliosum |
|  |             |

|  | \| \| H. hircinum \| \| \| \| \| \| H. foliosum \| \| \| \| |
|  |                                                             |
|  | H. grandifolium                                             |
|  |                                                             |
|  | H. hircinum                                                 |
|  |                                                             |
|  | H. foliosum                                                 |
|  |                                                             |

|  | H. hircinum |
|  |             |
|  | H. foliosum |
|  |             |

|  | \| \| H. hircinum \| \| \| \| \| \| H. foliosum \| \| \| \| |
|  |                                                             |
|  | H. grandifolium                                             |
|  |                                                             |
|  | H. hircinum                                                 |
|  |                                                             |
|  | H. foliosum                                                 |
|  |                                                             |

|  | H. hircinum |
|  |             |
|  | H. foliosum |
|  |             |

|  | \| \| H. hircinum \| \| \| \| \| \| H. foliosum \| \| \| \| |
|  |                                                             |
|  | H. grandifolium                                             |
|  |                                                             |
|  | H. hircinum                                                 |
|  |                                                             |
|  | H. foliosum                                                 |
|  |                                                             |

|  | H. hircinum |
|  |             |
|  | H. foliosum |
|  |             |

|  | \| \| H. hircinum \| \| \| \| \| \| H. foliosum \| \| \| \| |
|  |                                                             |
|  | H. grandifolium                                             |
|  |                                                             |
|  | H. hircinum                                                 |
|  |                                                             |
|  | H. foliosum                                                 |
|  |                                                             |

|  | H. hircinum |
|  |             |
|  | H. foliosum |
|  |             |

|  | \| \| H. hircinum \| \| \| \| \| \| H. foliosum \| \| \| \| |
|  |                                                             |
|  | H. grandifolium                                             |
|  |                                                             |
|  | H. hircinum                                                 |
|  |                                                             |
|  | H. foliosum                                                 |
|  |                                                             |

|  | H. hircinum |
|  |             |
|  | H. foliosum |
|  |             |

|  | \| \| H. hircinum \| \| \| \| \| \| H. foliosum \| \| \| \| |
|  |                                                             |
|  | H. grandifolium                                             |
|  |                                                             |
|  | H. hircinum                                                 |
|  |                                                             |
|  | H. foliosum                                                 |
|  |                                                             |

|  | H. hircinum |
|  |             |
|  | H. foliosum |
|  |             |

|  | \| \| H. hircinum \| \| \| \| \| \| H. foliosum \| \| \| \| |
|  |                                                             |
|  | H. grandifolium                                             |
|  |                                                             |
|  | H. hircinum                                                 |
|  |                                                             |
|  | H. foliosum                                                 |
|  |                                                             |

|  | H. hircinum |
|  |             |
|  | H. foliosum |
|  |             |

|  | \| \| H. hircinum \| \| \| \| \| \| H. foliosum \| \| \| \| |
|  |                                                             |
|  | H. grandifolium                                             |
|  |                                                             |
|  | H. hircinum                                                 |
|  |                                                             |
|  | H. foliosum                                                 |
|  |                                                             |

|  | H. hircinum |
|  |             |
|  | H. foliosum |
|  |             |

|  | \| \| H. hircinum \| \| \| \| \| \| H. foliosum \| \| \| \| |
|  |                                                             |
|  | H. grandifolium                                             |
|  |                                                             |
|  | H. hircinum                                                 |
|  |                                                             |
|  | H. foliosum                                                 |
|  |                                                             |

|  | H. hircinum |
|  |             |
|  | H. foliosum |
|  |             |

|  | \| \| H. hircinum \| \| \| \| \| \| H. foliosum \| \| \| \| |
|  |                                                             |
|  | H. grandifolium                                             |
|  |                                                             |
|  | H. hircinum                                                 |
|  |                                                             |
|  | H. foliosum                                                 |
|  |                                                             |

|  | H. hircinum |
|  |             |
|  | H. foliosum |
|  |             |

|  | \| \| H. hircinum \| \| \| \| \| \| H. foliosum \| \| \| \| |
|  |                                                             |
|  | H. grandifolium                                             |
|  |                                                             |
|  | H. hircinum                                                 |
|  |                                                             |
|  | H. foliosum                                                 |
|  |                                                             |

|  | H. hircinum |
|  |             |
|  | H. foliosum |
|  |             |

|  | \| \| H. hircinum \| \| \| \| \| \| H. foliosum \| \| \| \| |
|  |                                                             |
|  | H. grandifolium                                             |
|  |                                                             |
|  | H. hircinum                                                 |
|  |                                                             |
|  | H. foliosum                                                 |
|  |                                                             |

|  | H. hircinum |
|  |             |
|  | H. foliosum |
|  |             |

|  | \| \| H. hircinum \| \| \| \| \| \| H. foliosum \| \| \| \| |
|  |                                                             |
|  | H. grandifolium                                             |
|  |                                                             |
|  | H. hircinum                                                 |
|  |                                                             |
|  | H. foliosum                                                 |
|  |                                                             |

|  | H. hircinum |
|  |             |
|  | H. foliosum |
|  |             |

La especie regresó a Hypericum gracias a Norman Robson en su monografía del género. Robson no reconoció Androsaemum como género y lo redujo a una de las 36 nuevas secciones dentro de Hypericum. Así, en 1985, Hypericum hircinum fue asignado a Hypericum sect. Androsaemum.
Un estudio de 2013 usó inferencia bayesiana para establecer la filogenia y relaciones cercanas de las especies de Hypericum. La sección Androsaemum, incluyendo H. hircinum, se ubicó en un «grupo Androsaemum» con otras secciones. También se determinó que H. hircinum está más emparentado con Hypericum foliosum.

### Etimología
El nombre del género Hypericum podría derivar de las palabras griegas hyper (sobre) y eikon (imagen), en referencia a la tradición de colgar la planta sobre iconos religiosos en el hogar. El epíteto específico «hircinum» proviene del latín «hircīnus» y se refiere a algo «relacionado con un macho cabrío». Otro término usado por botánicos tempranos fue «foetidum», del latín «foetĭdus», que significa olor fétido o desagradable.
En el Reino Unido, se le llama «stinking tutsan» (tutsán hediondo). También se conoce como «goat St John's wort» (hipérico de cabra), ambos nombres aluden a su distintivo olor a cabra y fétido.

### Subespecies
Aunque Carl Linnaeus no designó subespecies en sus descripciones, se determinó que describió especímenes de la subespecie obtusifolium, luego designada como la subespecie tipo hircinum. Además de su descripción específica, Norman Robson reorganizó su estructura infraespecífica. Determinó que la forma ancestral se encuentra en el Mediterráneo oriental y Arabia Saudita, mientras que subespecies más modernas están en las islas mediterráneas, Grecia y Marruecos. Dada su alta variabilidad en apariencia pero falta de discontinuidad geográfica, Robson reconoció al menos cinco subespecies de H. hircinum.
Hypericum hircinum subsp. hircinum es la subespecie tipo, antes llamada subsp. obtusifolium o descrita como variedad minus o pumilum. Se encuentra en Cerdeña y Córcega, pero también se ha cultivado en Holanda y Gran Bretaña, donde hoy es rara. H. h. subsp. majus es la más común, presente en el Mediterráneo y naturalizada en Gran Bretaña; crece hasta 1,5 metros. H. h. subsp. cambessedesii, de las Islas Baleares, fue considerada una especie propia en el género obsoleto Androsaemum; tiene hojas y flores más pequeñas. H. h. subsp. albimontanum solo se halla en Chipre y varias islas griegas, como Creta. H. h. subsp. metroi es muy similar a subsp. majus, pero carece del olor a cabra característico.

### Hibridación
Hypericum hircinum puede cruzarse con Hypericum androsaemum para producir el híbrido fértil Hypericum × inodorum. Este híbrido se diferencia porque sus sépalos permanecen durante la fructificación y no tiene el olor a cabra de H. hircinum, de ahí su epíteto inodorum, del latín «inodōrus» (sin fragancia).

## Ecología
Carl Linnaeus notó la presencia de Hypericum hircinum en Sicilia, Calabria y Creta en el siglo XVIII; Édouard Spach afirmó en 1836 que se encontraba en «el sur de Europa y el Este». Hoy se registra como nativa en Arabia Saudita, Jordania, Siria, Chipre, Turquía, Grecia, Italia, Francia, España y Marruecos, y ha sido introducida en los Balcanes, Portugal y las Islas Británicas. Su hábitat son áreas húmedas y sombreadas a lo largo de riberas, generalmente entre 300 y 1200 metros de altitud.
Hypericum hircinum se ha cultivado en gran parte de Europa. Es muy propensa a escapar del cultivo y se ha integrado en ecosistemas nativos de varias áreas, especialmente en España, Francia y Sicilia.

## Usos
El uso de Hypericum hircinum como planta ornamental data al menos de 1836. También se emplea frecuentemente en medicina tradicional, especialmente para enfermedades respiratorias. En Italia, se usa para tratar resfriados persistentes, asma y tos. Aplicada tópicamente, su aceite se usa para quemaduras y sus extractos para aliviar reumatismo y otros problemas musculares.
Estudios científicos han confirmado algunas propiedades medicinales de Hypericum hircinum. Tiene mayor capacidad antioxidante que el conocido Camellia sinensis, gracias a flavonoles, flavanonas y ácidos cafeoilquínicos. También contiene componentes anticolagenasa, útiles en futuros productos cosméticos. Sus propiedades antimicrobianas han sido validadas, siendo efectiva contra varias especies de hongos Candida y la bacteria Streptococcus mutans. Es eficaz contra otros hongos sin los efectos citotóxicos en humanos de algunos tratamientos antifúngicos.